# بوجو موسى
بوجو موسى هو لاعب كرة قدم كرواتي في مركز الدفاع، ولد في 15 سبتمبر 1988 في شيروكي برييغ في البوسنة والهرسك. لعب مع هايدوك سبليت.

## وصلات خارجية
- بوجو موسى على موقع قاعدة بيانات كرة القدم.إي يو (الإنجليزية)
- بوجو موسى على موقع Soccerway.com (الإنجليزية)